# Anoplotheriidae
Anoplotheriidae da família de artiodáctilos extintos, muito primitivos, restritos ao Eoceno europeu.

## Taxonomia da Família Anoplotheriidae
- Dacrytherium
  - Dacrytherium ovinum (Owen, 1857) - Isle of Wight, Inglaterra
  - D. priscum
  - Dacrytherium saturninii Stehlin. 1910
  - Dacrytherium elegans (Filhol, 1884) - Eoceno Superior, Bartoniano, Creechbarrow, Inglaterra; Eclépens-Gare, França
- Catodontherium
  - Catodontherium robiacense - Eoceno Superior, Bartoniano,  Robiac e Eclépens-Gare, França
  - Catodontherium paquieri- Eoceno Superior, Bartoniano, Le Castrais, França
- Anoplotherium Cuvier, 1804
  - Anoplotherium commune
- Diplobune Ruetimeyer, 1862
  - Diplobune quercyi
  - Diplobune secundaria
- Ephalocomenus
- Robiatherium Sudre, 1988
  - Robiatherium cournovense
- Gênero novo - Eoceno Médio, Mazaterón, Espanha